# Azedo Gneco
Eudóxio César Azedo Gneco (Samora Correia, Benavente, 21 de junho de 1849 — Lisboa, 29 de junho de 1911), mais conhecido por Azedo Gneco, foi gravador de profissão, medalhista e aprendiz de escultor, tendo-se distinguido pela sua acção como activista político. Foi também um autodidacta, publicista e orador distinto, que se notabilizou como jornalista e conferencista, protagonizando polémicas de grande relevância. Foi um dos fundadores do Partido Socialista Português e um dos seus primeiros dirigentes. Pertenceu à Maçonaria.

## Biografia

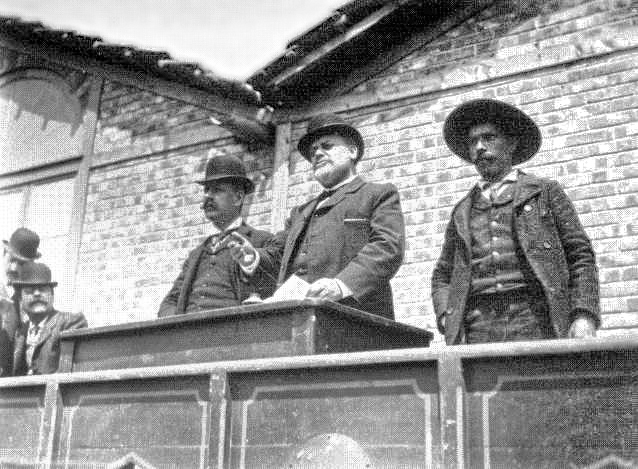
Azedo Gneco a discursar num comício do Partido Republicano Português realizado no antigo Teatro do Rato, em Lisboa

Nasceu em 21 de junho de 1849, filho de Francisco Alberto Gneco, de ascendência italiana, e de Carlota Joaquina Salazar Azedo. Foi gravador de profissão, medalhista e aprendiz de escultor, a partir de 1865 trabalhou como operário gravador na Casa da Moeda de Lisboa, onde conquistou alguma reputação enquanto abridor de cunhos e medalhas, mas também, como gravador tipográfico. São da sua autoria diversos desenhos de selos, entre os quais o selo para jornais de 2,5 réis, um dos mais circulados em Portugal nos finais do século XIX.
Para além da sua actividade como gravador, ao longo da sua carreira dedicou-se a outras actividades, como a estampagem de tecidos e a galvanoplastia, produzindo trabalhos de reconhecida qualidade.
Desde cedo revelou interesse pela política, tendo iniciado a sua actividade política e sindical no Centro Promotor de Melhoramentos das Classes Laboriosas, no qual ocupou funções de destaque, ao mesmo tempo que frequentava reuniões de várias sociedades secretas. Por volta de 1870 tornou-se membro da Maçonaria, tendo chegado a venerável da Loja Razão e Justiça, mas afastou-se a partir de 1873.
Em 1871, na sequência da visita a Lisboa de três dirigentes socialistas espanhóis, vindos como emissários da Associação Internacional dos Trabalhadores, adere às ideias revolucionárias defendidas por aquela associação. Fez parte da Federação Portuguesa, integrando o Grupo da Democracia Socialista (DS), conhecido pela Secção do Monte Olivete, o qual deu origem à Associação Protectora do Trabalho Nacional, de tendência antiautoritária bakuninista. Após a extinção do Centro Promotor de Melhoramentos das Classes Laboriosas, em 1872, participou no esforço conjunto com a Fraternidade Operaria (FO), liderada por José Fontana, tentando levar a cabo em Portugal um trabalho de organização e teorização revolucionária do proletariado. Com esse objectivo, colaborou intensamente em O Pensamento Social, o jornal da Fraternidade Operária.
Aderiu às ideias do Congresso de Haia (1872) da Associação Internacional dos Trabalhadores, passando a pugnar pela organização dos partidos operários nacionais e opondo-se ao anarquismo.
Com o fracasso da ideias socialistas após o fim da Comuna de Paris e as tentativas revolucionárias em Portugal, envolveu-se na organização da Associação dos Trabalhadores, associação criada por fusão entre a Fraternidade Operária e a Associação do Trabalho Nacional. Fruto da conjugação de esforços com José Fontana, a Associação dos Trabalhadores chegou a reunir cerca de 3 000 sócios, assumindo largamente o papel de liderança do movimento operário que o Centro Promotor de Melhoramentos das Classes Laboriosas havia ocupado nas décadas anteriores.
Fervoroso entusiasta das doutrinas republicanas, estabelece contactos próximos com a Associação Internacional dos Trabalhadores, sendo em 18 de Março de 1873 eleito secretário-geral da Associação Socialista, a secção lisboeta da AIT. Foi um dos fundadores do Centro Republicano Federal, considerando que a apenas a implantação da República podia abrir caminho ao avanço do socialismo em Portugal.
Dando seguimento às orientações do Congresso de Haia, a 10 de Janeiro de 1875, com José Fontana, Nobre França, José Caetano da Silva, José Tedeschi e António Joaquim de Oliveira, fundou o Partido Socialista Português, aderente à Primeira Internacional, de orientação marxista, mas com forte presença federalista e proudhoniana. 
Durante a década de 1870, Azedo Gneco manteve relações epistolares com Karl Marx e com Friederich Engels, proximidade que explica a sua adesão às teses do Congresso de Haia e o ter sido eleito o secretário-geral da secção portuguesa da Associação Internacional de Trabalhadores.
No Partido Socialista Português, particularmente após a morte de José Fontana, assume posição de liderança, optando pela vertente mais marxista, contrariando o republicanismo, o chamado possibilismo e, principalmente, o anarquismo, corrente em grande crescendo e progressivamente dominante nas organizações laborais através do anarcossindicalismo.
Manteve-se na liderança do partido até 1878, mas já não consta nos órgãos directivos de 1879 e 1880. As divergências internas que deram origem à sua saída, levaram a várias cisões do Partido, seguidas de efémeras recomposições, num conturbado debate ideológico que se prolongou até ao fim do século XIX. Após a cisão originada do confronto com os ideais possibilistas em 1890, Azedo Gneco, juntamente com Nobre França e Ramos Lourenço, esteve ligado à criação da Liga de Democracia Socialista.
Organizou o Congresso Nacional Operário de 1893 e um Congresso Anticatólico em 1895, eventos que o afirmaram como um político da extrema esquerda portuguesa da época.
Em 1896 participa como delegado português no Congresso Socialista realizado em Londres. Nessa mesma cidade e ano (os Congressos eram coincidentes dadas as dificuldades da organizativas do movimento operário), participou no Congresso de Litógrafos, em representação da Liga de Artes Gráficas do Porto.
Regressou à estrutura dirigente do socialismo português em 1895, já numa facção dissidente, passando em 1905 a fazer parte da Federação Regional do Sul do Partido Socialista Português, da qual foi dirigente em 1907, 1909 e 1910.
Em 1899 fez parte da missão operária que visitou a Exposição Universal de Paris.
Em 1901 defende a formação de uma aliança com os republicanos, contrariando a orientação maioritária dos outros grupos que se reclamavam socialistas. Essa aliança não foi feita, havendo sempre grande hostilidade por parte do Partido republicano Português em relação aos socialistas. Esse afastamento permitiu que, a partir de 1907, o Partido Socialista Português se tenha afastado da aliança com os republicanos, a ponto de receber o apoio discreto do rei D. Manuel II de Portugal às suas reclamações de melhoria das condições de trabalho do operariado.
Após terem sido reveladas as cartas trocadas com o rei deposto, os socialistas são muito criticados pelos republicanos e Azedo Gneco, próximo de alguns governantes e figuras destacadas da monarquia, é particularmente visado. Perante a degradação da sua imagem pública, opta por um afastamento da política entre 1908 e 1910, num sentimento de grande descrença nas ideias republicanas e socialistas. 
A implantação da República Portuguesa, em 1910, reduz substancialmente a capacidade mobilizadora do Partido Socialista Português, esmagado pela vitória esmagadora do Partido republicano Português e pela sua tomada do aparelho do Estado. A partir de então o Partido Socialista Português entre em franco declínio, já que os trabalhadores aderiram em massa aos ideais do anarcossindicalismo, doutrina que conheceu os seus tempos áureos durante a Primeira República Portuguesa (1910-1926).
Azedo Gneco foi por diversas vezes candidato a deputado, mas nunca conseguiu os votos necessários para ser eleito.
Homem das letras e bom orador, distinguiu-se como publicista e conferencista, produzindo algumas polémicas relevantes. Foi colaborador assíduo de A Vanguarda, O País e O Século e um dos fundadores dos jornais socialistas O Protesto (1875) e o Protesto Operário, de que foi director. Também dirigiu A Folha do Povo. Para além daquelas participações regulares, conhecem-se colaborações de Azedo Gneco em múltiplas publicações periódicas, entre as quais: Actualidade, Rebate, O Revolucionário, Operário, Trabalhador, A Federação, Livre Pensamento, O Primeiro de Maio, A República Social, A Voz do Operário, O Pensamento Social e O Bom Senso.
Escritor panfletário de mérito, foi autor de muita da propaganda socialista vinda a lume no seu tempo. Era também um dos mais conhecidos oradores do Partido Socialista, capaz de galvanizar multidões.
Azedo Gneco faleceu a 29 de Junho de 1911, estando sepultado num túmulo, construído por subscrição pública, no Cemitério dos Prazeres, junto ao seu camarada José Fontana.
Azedo Gneco é lembrado na toponímia da cidade de Lisboa através do nome de uma rua no Bairro de Campo de Ourique. É ainda lembrado na toponímia de algumas outras localidades, nomeadamente Queluz, Massamá, Póvoa de Santa Iria, Samora Correia, Covilhã e Faro.